# 巴特·艾伦
巴塞洛缪·亨利·“巴特”·艾伦二世（英語：Bartholomew Henry "Bart" Allen II）是DC漫画宇宙中的一名超级英雄。艾伦首次亮相时作为超级英雄脉冲，在成为第二名闪电小子之前，脉冲是闪电侠的青年副手。该角色最初在1994年《闪电侠》#91中客串出场，在第92期中正式亮相，之后在《脉冲》（英語：Impulse，1995年～2002年）和《闪电侠：现世跑得最快的人》（英語：The Flash: The Fastest Man Alive，2006年～2007年）担任主要角色。在后者中，该角色成为担任闪电侠身份的第四名英雄。巴特在《少年正义联盟》和《少年泰坦》这两个英雄战队的漫画书里也是重要的主角之一。作为闪电侠，巴特在的十期《美国正义联盟》中担任核心角色。

## 其他媒体

### 電視劇
- 動畫《少年正義聯盟》第二季登場使用脈衝做為代號，為了解救未來的危機(中子 (漫畫)及藍甲蟲)留在現代。季末華利·威斯特為了拯救地球而犧牲，由他繼承閃電小子的稱號。第三季依然是小隊成員，隨後與小隊其他成員成立「局外人」小隊打擊犯罪。
- 綠箭宇宙系列，由喬丹·費雪飾演。登場於《閃電俠》第七季。
  - 綠箭宇宙交叉集《The Brave and the Bold》昆汀·蘭斯隊長錯誤地稱貝瑞·艾倫為“巴特·艾倫”，但貝瑞後來糾正了昆汀。
  - 《Cause and Effect》S.T.A.R.實驗室事故貝瑞喪失記憶，當他從駕照上得知自己的名字叫巴塞羅繆·亨利·貝瑞·艾倫時，失憶症的貝瑞堅持稱他為“巴特”，因為這個名字對他來說“感覺更自然”。但記憶恢復後，他就恢復被稱為貝瑞。
  - 巴特·艾倫/脈衝是Jordan Fisher飾演。由Eric Wallace創作的原創角色。根據Wallace的說法，這個版本的巴特·艾倫不是漫畫或年輕正義聯盟卡通中的角色。他年紀大得多，更有趣，更迷人，但有優勢，是巴里和艾瑞斯未來的兒子[2][3]。他首次亮相於《P.O.W.》結尾，他與他的雙胞胎妹妹XS (漫畫)一起出現，後者透露未來一切都會“好”[4]。